# 이종상
이종상(李鍾祥, 1799년-1870년)은 조선 후기의 성리학자, 문신이다. 자는 숙여(淑汝)이며 호는 정헌(定軒)이다. 본관은 여주, 여강이다.

## 생애
정조 23년(1799년) 농재 이언괄의 10세손으로 태어났다. 어려서 할아버지로부터 글을 배웠으며, 순조 31년(1831년) 소과에 급제하여 진사가 되었다. 헌종 2년(1836년)에 장릉참봉으로 관직에 나아갔으며, 이후 돈녕부주부, 한성부판관, 용궁현감, 강원도 도사 등을 역임하였다. 천주교를 비롯한 서학이 전국으로 번지자 이를 사설(邪說)로 규정하고 금지해야 한다고 주장했다. 고종 3년(1866)년 제너럴셔먼호 사건이 일어나자, 경주에서 스스로 소모관이 되어 격문을 띄우니 열읍(列邑)에서 지원자가 끊이지 않았다. 그러나 관의 공문으로 거사를 거행하지는 못했다. 성리학에 뛰어났으며 석탈해왕탄강유허비, 남강사묘우상량문 등 많은 글을 지었다. 고종 7년(1870년)에 죽었다. 사헌부대사헌 겸성균관좨주에 추증되었으며, 유저로 역학여작(易學蠡酌), 정헌문집(定軒文集) 등이 있다.

## 가족
- 고조(高祖)
  - 유학 (幼學) 이덕문(李德聞)
- 증조(曾祖)
  - 생원(生員) 이돈항(李敦恒)
- 조부(祖父)
  - 생원(生員) 이헌석(李憲錫)
- 선고(先考)
  - 유학(幼學) 이정약(李鼎若)
- 생부(生父)
  - 통덕랑(通德郞) 이정열(李鼎說)
- 자녀(子女)
  - 진사 후릉참봉(進士 厚陵參奉) 이재희(李在喜)
  - 유학(幼學) 이재기(李在棋)
- 서자(庶子)
  - 이재우(李在佑)

## 참고 문헌
- 진신보(搢紳譜), 동경잡기(東京雜記), 정헌문집(定軒文集), 여주이씨족보(驪州李氏族譜).